# Fatty at San Diego
Fatty at San Diego er en amerikansk stumfilm fra 1913 af George Nichols.

## Medvirkende
- Roscoe 'Fatty' Arbuckle - Fatty
- Mabel Normand - Mabel
- Phyllis Allen
- Minta Durfee
- Henry Lehrman